# 米纳斯湾
米纳斯湾（英語：Minas Basin）位于加拿大新斯科舍中部，为芬迪湾的东支，西端通过米纳斯海峡与芬迪湾相通。宽40公里，长超过80公里（包括科伯奎德湾）。米纳斯湾的潮头为世界最高潮头之一，潮差最高超过15米。有埃文河、康沃利斯河、萨蒙河、谢贝纳卡迪河等河注入。最初因为在沿岸发现矿藏，法国探险家萨缪尔·德·尚普兰于1604年命名为“Le Bassin des Mines”（意为“矿湾”）。直到今天，南岸的沃尔顿仍是新斯科舍省的采矿（锌、铜、银、铝）中心。